# Чернышёв, Сергей Сергеевич
Сергей Сергеевич Чернышёв (27 апреля 1990, Шебекино, Белгородская область, Россия) — российский и азербайджанский футболист, нападающий.

## Биография
Родился 27 апреля 1990 года в Шебекино, Белгородская область. Футболом начал заниматься в школах волгоградского «Ротора» и ярославского «Шинника». Позже стал игроком молодёжной команды «Ростова». Профессиональную карьеру начал в 2010 году в составе «Таганрога», за который дебютировал 2 августа в матче ПФЛ против «МИТОСа». В 2011 году подписал контракт с азербайджанским клубом «Мугань». Также выступал за «Ряван» и «Туран». После нескольких лет, проведённых в Азербайджане, вернулся в «Таганрог».
В 2018 году перешёл в любительский клуб «Кубань Холдинг» из Павловской, в составе которого принял участие в кубке России сезона 2018/19.